# Raïs Hamidou
Raïs Hamidou è un comune dell'Algeria, situato nella provincia di Algeri.